# Hipparchos
Hipparchos (græsk: Ἵππαρχος, Hipparkhos; ca. 190 f.Kr. – ca. 120 f.Kr.) var en græsk astronom, geograf og matematiker. Han mente ligesom Aristoteles, at Jorden var verdens centrum. Hipparchos arbejdede meget med Solens og Månens bevægelser rundt om Jorden. Arbejdet medførte, at det blev lettere at forudsige sol- og måneformørkelser.
Da der viste sig en ny stjerne i Skorpionen i 134 f.Kr., begyndte Hipparchos at observere stjernernes positioner. Hans eneste redskab var hans øjne. Hipparchos observerede mere end 850 stjerner og skrev deres positioner ned i sit Stjernekatalog. Han inddelte stjernerne i lysstyrkeklasse, der var 6 klasser fra 1 (som var de stjerner som lyste kraftigste) til 6 (som var de stjerner der lyste svagest). Hipparchos Stjernekatalog bruges stadig i dag.
I forbindelse med udarbejdelsen af stjernekataloget opdagede han en systematisk afvigelse fra tidligere optegnelser foretaget af bl.a. babylonere og blev den første, der beskrev præcessionen af jævndøgnspunkterne.
Der blev i 2006 knyttet bånd mellem Hipparchos og konstruktionen af Antikythera-mekanismen.